# Darin Ruf
Darin Cortland Ruf (né le 28 juillet 1986 à Omaha, Nebraska, États-Unis) est un joueur de premier but et de champ extérieur au baseball. 
Il évolue dans la Ligue majeure de baseball avec les Phillies de Philadelphie de 2012 à 2016. En 2017, il rejoint les Samsung Lions de l'Organisation coréenne de baseball avant de revenir en MLB en 2020 aux Giants de San Francisco. Il évolue depuis 2022 aux Mets de New York.

## Carrière

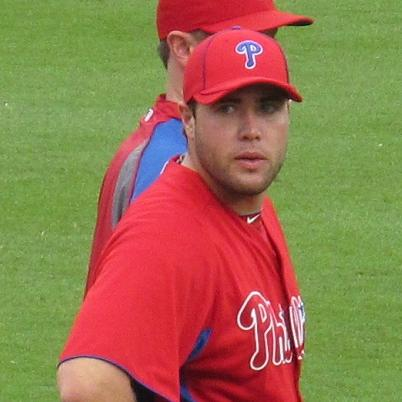
Darin Ruf sous les couleurs des Phillies en 2012.

Joueur de l'Université Creighton à Omaha, Darin Ruf est un choix de vingtième ronde des Phillies de Philadelphie en 2009. Joueur de ligues mineures au niveau Double-A en 2012, il est élu recrue de l'année et joueur par excellence de la Ligue Eastern avec les Phillies de Reading, au terme d'une saison de 38 coups de circuit et 104 points produits durant laquelle il présente une moyenne au bâton de ,317 et une moyenne de puissance de ,620.
Rappelé des mineures directement du Double-A, Ruf fait ses débuts dans le baseball majeur avec les Phillies de Philadelphie le 14 septembre 2012. Il joue 286 des Phillies de 2012 à 2016 et frappe pour ,240 de moyenne au bâton avec 35 circuits et 96 points produits.
Avec son coéquipier Darnell Sweeney, il est le 11 novembre 2016 échangé aux Dodgers de Los Angeles en retour du joueur de deuxième but Howie Kendrick. Il ne joue cependant pas pour les Dodgers puisqu'il rejoint en 2017 les Samsung Lions de l'Organisation coréenne de baseball.